# James Feigen
James "Jimmy" Feigen (ur. 26 września 1989 w Hilo) – amerykański pływak, specjalizujący się głównie w stylu dowolnym, medalista igrzysk olimpijskich i mistrzostw świata.

## Kariera pływacka
Podczas uniwersjady w Shenzhen w 2011 roku zdobył trzy medale.
Rok później, na igrzyskach olimpijskich w Londynie wywalczył srebrny medal w sztafecie 4 x 100 m stylem dowolnym. Tego samego roku został mistrzem świata na krótkim basenie w sztafecie 4 x 100 m stylem dowolnym.
W 2013 roku zdobył dwa srebrne medale na mistrzostwach świata w Barcelonie. Pierwszy z nich wywalczył na dystansie 100 m stylem dowolnym, w finale uzyskując czas 47,82. Startował również w sztafecie kraulowej 4 x 100 m, która uplasowała się na drugim miejscu. 
Podczas mistrzostw świata na krótkim basenie zdobył trzy medale: dwa srebrne w sztafecie 4 x 50 m stylem dowolnym i 4 x 100 m stylem zmiennym oraz brąz w konkurencji 4 x 100 m stylem dowolnym.
Na mistrzostwach świata w rosyjskim Kazaniu na dystansie 100 m stylem dowolnym nie awansował do półfinału i z czasem 49,12 s zajął 20. miejsce. Płynął także w sztafecie kraulowej 4 x 100 m stylem dowolnym, która zajęła 11. miejsce w eliminacjach i nie awansowała do finału.
W trakcie igrzysk olimpijskich w Rio de Janeiro brał udział w eliminacjach sztafet 4 × 100 m stylem dowolnym. Zdobył złoty medal po tym jak reprezentacja Stanów Zjednoczonych wyprzedziła w finale Francję.